# Muhamed Hromić
Muhamed Hromić (Sarajevo, 6. listopada 1893. – Beograd, 24. rujna 1945.), krilnik u NDH

## Životopis
Rodio se u Sarajevu 1893. godine. U časnik austro-ugarske vojske. U Vojsci Kraljevine Jugoslavije bio u mornarici i bio zapovjednik bojnog broda. Uspostavom NDH prešao u hrvatske postrojbe. Postavljen za zapovjednika Mornarskog sbora. Od travnja 1942. do početka 1944. nadstojnik u Izvještajnom odjelu. Kratko vrijeme obnaša dužnost pomoćnika glavara Upravnog ureda ministarstva oružanih snaga od NDH. Od studenog 1944. časnik za vezu hrvatske Vlade kod Zapovjedništva 13. SS-divizije (Handžar-divizija). Nakon povlačenja iz domovine zarobljavaju ga britanske vojne vlasti u Austriji. Iz Krumpendorfa su ga izručile jugoslavenskim komunističkim vlastima. Vrhovni sud DFJ u Beogradu osudio ga je na smrt 19. rujna 1945. Smrtna kazna izvršena je u Beogradu pet dana poslije.